# Marque d'identification des aéronefs (Q-Z)
En raison de sa taille l'article Marques d'identification des aéronefs est subdivisé en quatre pages :
- Marque d'identification des aéronefs (A-C)
- Marque d'identification des aéronefs (D-J)
- Marque d'identification des aéronefs (K-P)
- Marque d'identification des aéronefs (Q-Z)

L'ensemble de ces quatre pages donne les marques d'identification des aéronefs.
Cet article présente les marques d'identification des appareils militaires du monde, aussi appelés cocardes.
Apparues durant la Première Guerre mondiale, les appareils étaient identifiés par divers symboles fantaisistes.
Ce n'est que par la suite qu'une normalisation s'opéra. La signalisation se trouve sur les côtés du fuselage, sur le dos ou le ventre des ailes, elle est généralement en cocarde mais peut être de forme triangulaire, en croix, en étoile ou autres formes, on en retrouve parfois sur la dérive ou le pennon de queue (souvent de forme rectangulaire).

## Q
| Image 1 | Image 2 | Pays |
| ------- | ------- | --- |
|         |         | Qatar Image 1: Fuselage: Cocarde en 3 cercles: centre blanc, milieu sable, extérieur rouge. Image 2: Dérive: Drapeau rouge (ton violacé) avec au 1er tiers une bande verticale blanche à 9 pointes. |

## R
| Image 1 | Image 2  | Image 3 | Pays |
| ------- | -------- | ------- | --- |
| A: B:   |          |         | République serbe de Bosnie -A: Cocarde en 3 cercles: centre blanc, milieu bleu, extérieur rouge. -B Ancienne cocarde en 3 cercles : extérieur blanc, milieu bleu, centre rouge portant l'emblème serbe doré, formé d'une silouhette de croix d'or accompagnée dans chaque canton d'un briquet d'or, étant adossés deux à deux. |
|         |          |         | Roumanie -Image 1 : utilisés de 1947 à 1985 pendant le pacte de Varsovie Fuselage : Étoile rouge au contour blanc, au centre un cercle jaune orangé avec en son milieu un cercle bleu. Dérive : Étoile rouge au contour blanc, au centre un cercle jaune orangé avec en son milieu un cercle bleu. -Image 2 : Officialisé depuis 1985 Cocarde : trois cercles : centre en bleu, milieu en jaune et supérieur en rouge. |
|         | A: B: C: |         | Royaume-Uni -Image 1 : Fuselage : Cocarde: 3 cercles: central en rouge, milieu en blanc, supérieur en bleu. Dérive : Drapeau séparé en 3 parties verticales: gauche en rouge (toujours vers l'avant), milieu en blanc et droite en bleu -Image 2: Dérives: -A : Basse visibilité : en deux parties : gauche en rouge (toujours vers l'avant) et droite en bleue. -B : Anti-flash: idem A mais couleurs très claires. -C: Anti-flash: les 3 couleurs sont aussi très claires. -Image 3: -A : fuselage : cocarde basse visibilité : deux cercles intérieurs en bleu et supérieur en rouge -B :Dérive : Drapeaux de L'Union Jack, retiré pendant la Première Guerre mondiale à la suite des nombreuses confusions avec la croix allemande |
|         |          |         | Russie -Image 1 : Cocarde en étoile: rouge bordurée de bleu et de blanc le tout liseré de rouge, depuis 2010. -Image 2 : Cocarde en étoile: rouge bordée de blanc et liserée de rouge. Ancienne cocarde de l'U.R.S.S réutilisée depuis son éclatement en 1992 jusqu'en 2010, aujourd'hui utilisée par le Bélarus |
|         |          |         | Rwanda Cocarde en 4 cercles: centre vert, milieu inférieur jaune, milieu supérieur rouge, supérieur jaune |

## S
| Image 1 | Image 2 | Pays |
| ------- | ------- | --- |
|         |         | Salvador Fuselage: cocarde en 3 cercles: centre et extérieur en bleu clair centre en blanc. |
|         |         | Sao Tomé-et-Principe Cocarde en 4 quarts: haut rouge, bas vert, gauche et droite jaune avec une étoile noire centrée. |
|         |         | Sénégal Cocarde jaune avec une étoile verte au centre, de chaque côté une patte rouge (peut-être bordée jaune). |
|         |         | Serbie-et-Monténégro Cocarde en 3 parties verticales: haut bleu, milieu blanc (moins large), bas rouge. |
|         |         | Serbie Cocarde en 2 cercles: centre bleu, extérieur rouge cerclé bleu, débordant sur le dessus une croix blanche liseré de bleu. |
|         |         | Seychelles Cocarde en 3 parties verticales: haut rouge surmonté d'un colibri blanc, bas en vert, au centre une bande blanche ondulée. |
|         |         | Sierra Leone Cocarde en 3 cercles: centre bleu, milieu blanc, extérieur vert. |
|         |         | Singapour -A : cocarde blanche cerclée rouge, au centre une tête de lion rouge. La tête est toujours vers l'avant. -B : version basse visibilité. |
|         |         | Slovaquie Cocarde en écu: Écu de gueules (rouge) à la double croix d'argent (croix de Lorraine blanche) sur le pic central d'un groupe de trois collines d'azur (bleu). L'écu est parfois bordé blanc. |
|         |         | Slovénie La Dérive reprend le drapeau national slovène . Image 1: Fuselage Cocarde en 3 parties horizontales: haut blanc formant 3 pointes, milieu bleu, bas rouge le tous cerclé de jaune, sur 2 épées jaune entre-croisées pointes vers le haut. Utilisé de 1991 à 1996 Image 2: Fuselage Cocarde en 3 cercles: centre rouge, milieu bleu, extérieur blanc. Utilisé depuis 1996. |
|         |         | Somalie Cocarde: Etoile blanche sur cercle bleu. |
|         |         | Somaliland Cocarde en 2 cercles: centre vert, extérieur blanc avec la Shahada. |
|         |         | Soudan Image 1: Fuselage: Cocarde en 3 cercles: centre noir, milieu blanc, extérieur rouge, un sixième de cercle vert sur le côté gauche, toujours vers l'avant. Image 2: Dérive: Cocarde en drapeau: 3 bandes verticales: haut rouge, milieu blanc, bas noir, un triangle vert sur le tiers gauche, toujours vers l'avant.                                                        |
|         |         | Sri Lanka Cocarde en 2 cercles: centre jaune, extérieur marron, sur les côtés une patte divisée en 2 parties horizontales: haut orange, bas vert. |
|         |         | Suède Image 1 : Fuselage: Cocarde bleue cerclée jaune à son centre 3 couronnes jaune (2 haut, 1 bas). En basse visibilité le bleu est évidé et le jaune en gris. Image 2: Dérive: Drapeau bleu avec croix scandinave jaune, n'est pas porté par tous les appareils. |
|         |         | Suisse Cocarde rouge avec une croix blanche. |
|         |         | Suriname Cocarde en 3 cercles: centre rouge avec une étoile jaune, milieu blanc, extérieur vert. |
|         |         | Swaziland Cocarde en drapeau: 5 bandes horizontales: haut bleu (épaisseur moyenne), milieu haut jaune (fine) centre rouge (large), milieu bas jaune (fine), bas bleu (moyenne), . Dans la bande centrale un bouclier zoulou, 2 sagaies et un bâton orné de 2 plumes bleue, une plume bleue sur le bouclier.                                                                        |
|         |         | Syrie Cocarde en 3 cercles: centre noir, milieu blanc avec une étoile verts de chaque côté, extérieur rouge. |

## T
| Image 1 | Image 2 | Pays |
| ------- | ------- | --- |
|         | A:      | Taïwan Image 1: Utilisé depuis 1991. -A: Fuselage: Cocarde bleue avec une étoile à 12 branches, à son centre un cercle blanc borduré bleu. -B: Dérive: alternance de 12 bandes horizontales blanches et bleues. Image 2: -A : Basse visibilité : blanc évidé et bleu remplacé par le gris. -B: Ancienne cocarde: idem que celle actuelle mais l'étoile fait la surface de la cocarde. |
|         |         | Tanzanie |
|         |         | Tchad - Image 1: Fuselage: Cocarde: 3 cercles: central en bleu, milieu en jaune, supérieur en rouge. Dérive: Drapeau séparé en 3 parties verticales: gauche en bleu, milieu en jaune et droite en rouge. - Image 2: même cocarde que l'image 1 mais légèrement cerclé en jaune. |
|         |         | Tchécoslovaquie Cocarde: cercle divisé en 3 tiers: bleu, blanc, rouge, le tout cerclé bleu. |
|         | A: B:   | République tchèque Image 1: Idem Tchécoslovaquie. Image 2: Variantes: -A : Idem Image 1 mais cerclée blanc. -B : Version basse visibilité : les tons sont de gris différents. |
|         |         | Tchétchénie |
|         |         | Thaïlande Cocarde en 5 cercles: du centre vers l'extérieur: rouge (petit), blanc, bleu (plus large), blanc, rouge. |
|         |         | Togo Image 1: Fuselage: Cocarde cerclée jaune, 5 bandes verticales: 3 vertes et 2 jaunes, quart haut gauche rouge avec une étoile blanche. Image 2: dérive: Reprise du drapeau national: 5 bandes verticales: 3 vertes et 2 jaunes, quart haut gauche rouge avec une étoile blanche.                                                                                                  |
|         |         | Trinité-et-Tobago Cocarde en écu, Rouge, un vaisseau noir à trois mâts et voiles blanche. |
|         |         | Tunisie Cocarde blanche bordurée rouge, un croissant de lune rouge et une étoile rouge entre les pointes. |
|         |         | Turkménistan Cocarde verte cerclée orange, un croissant de lune blanc avec 5 étoiles blanche entre les pointes. |
|         |         | Turquie Image 1: Cocarde en 3 cercles: centre et extérieur en rouge, milieu en blanc. Image 2: Ancienne: Cocarde carré rouge bordée blanc. |

## U
| Image 1 | Image 2 | Image 3 | Pays |
| ------- | ------- | ------- | --- |
|         |         |         | URSS Image 1: Cocarde: cercle blanc, cerclé bleu et rouge (extérieur). Utilisé de 1910 à 1917. Le pays est alors encore la Russie impériale et non l'URSS. Image 2: Fuselage et dérive: Etoile rouge. utilisée de 1922 à 1943, la dérive est restée jusqu'en 1991. Image 3: Cocarde en étoile: rouge bordée blanc liserée rouge. Utilisée de 1943 à 1991, puis reprise jusqu'en 2009 par la Russie. |
|         |         |         | Ukraine Image 1: Fuselage: Cocarde: Cercle bleu dans cercle jaune. Image 2: Dérive: Cocarde en écu: bleu borduré jaune, au centre un trident jaune stylisé. Image 3: Fuselage: Cocarde de l'aéronaval: Cercle bleu avec une ancre noire dans cercle jaune. |
|         |         |         | Uruguay Cocarde en 3 bandes horizontales: haut et bas en bleu centre en blanc, le tous traversé par une bande rouge en travers (de haut/gauche à bas droite) |

## V
| Image 1 | Image 2 | Image 3 | Pays |
| ------- | ------- | ------- | --- |
|         |         |         | Venezuela Image 1: Cocarde en 3 cercles: centre rouge, milieu bleu, extérieur jaune, sur les côtés une patte en 3 parties horizontale: haut en jaune, milieu en bleu, bas en rouge. Image 2: Dérive: en drapeau: 3 bandes horizontales: haut en jaune, milieu en bleu, bas en rouge, sur la bande bleue se trouve 7 étoiles en arc de cercle, depuis le 7 mars 2006 une 8e étoile est rajoutée. Image 3: Variante: Aéronavale: idem Image 1 sans les pattes, rajout d'une ancre et du mot "ARMADA" (à vérifier). |
|         |         |         | Viêt Nam Image 1: Cocarde: Etoile jaune sur cercle rouge cerclé jaune, une patte rouge bordée jaune de chaque côté. Image 2: Variante: Etoile jaune. |
|         |         |         | Sud Viêt Nam Cocarde: Etoile blanche sur cercle bleu cerclé rouge, une patte en 3 parties horizontale: bas et haut jaune, milieu rouge, borduré rouge de chaque côté. |

## Y
| Image 1 | Image 2 | Pays |
| ------- | ------- | --- |
|         |         | Yémen Cocarde en 3 cercles: centre noir, milieu blanc, extérieur rouge. Utilisé depuis la réunification du nord et du Sud le 22 mai 1990. |
|         |         | Yémen du Nord Cocarde en 3 cercles: centre noir, milieu blanc avec une étoile verte en haut, extérieur rouge. |
|         |         | Yémen du Sud Cocarde en triangle: Etoile rouge sur un trinagle bleu bordé bleu foncé. |
|         |         | Yougoslavie Image 1: Fuselage: Cercle blanc au contour bleu le tout surmonté d'une étoile rouge bordée jaune. Image 2: Dérive: Reprise du drapeau national: séparé en trois parties verticales: Haut en bleu, milieu en blanc avec une étoile rouge au contour jaune et bas en rouge. |

## Z
| Image 1 | Image 2 | Pays |
| ------- | ------- | --- |
|         |         | Zaïre Image 1: Fuselage: Cocarde: 2 cercles: extérieur vert, intérieur jaune avec un bras marron tenant une torche de même aux flammes rouge, une patte verte de chaque côté. Son ancienne variante est représentée sans les pattes. Image 2: Dérive: Reprise du drapeau national: Vert avec un cercle jaune dedans un bras marron tenant une torche de même aux flammes rouge. |
|         |         | Zambie Image 1: Fuselage: Cocarde: cercle divisé en 3 parties de 120° :côté gauche vert, côté droit rouge et bas noir, le tout cerclé orange, un aigle blanc à cheval sur les parties vert et rouge. Image 2: Dérive: En drapeau divisé en 3 parties verticales: gauche noir, milieu rouge droite orange, une bande horizontale vert sur tout le bas.                           |
|         |         | Zimbabwe Image 1: Fuselage: Cocarde en 5 cercles: centre blanc, centre extérieur noir, milieu intérieur rouge, milieu extérieur jaune, extérieur vert. Image 2: Dérive: Reprend l'emblème de l'Oiseau Zimbabwe. |